# Amenorrea
L'amenorrea és l'absència de la regla durant un període major als 90 dies, sigui per causes normals, com la menopausa, l'embaràs o la lactància, o patològiques, com un malfuncionament de la hipòfisi, de l'hipotàlam o un excés de prolactina. O també per circumstàncies particulars temporals, com per exemple com a conseqüència d'una nutrició deficient o d'estrès sever. En aquests casos l'amenorrea pot ser reversible (no definitiva) o irreversible (definitiva, incapacitat per tornar a menstruar). Això darrer és més probable quan l'amenorrea es perllonga més en el temps. D'altra banda, si una dona pren tractaments hormonals, pot ser que sí que tingui la regla per influència d'aquests. L'amenorrea es produeix quan, encara que amb aquests la tingui, no sigui així, i durant almenys sis mesos, sense cap tractament hormonal.
Antigament es parlava d'amenorrea primària (ara pubertat tardana) i secundària. L'amenorrea primària era el fet que una noia de setze anys no tingui encara la regla, no vol dir que no la tingui més endavant ni necessàriament que hi hagi un problema, però pot ser a causa d'una alteració del funcionament dels ovaris i, per tant, de les hormones ovàriques. De vegades es pot detectar abans, per exemple si la nena als catorze anys encara no té gens de pèl púbic ni a les aixelles, ni els pits desenvolupats. Avui no es considera amenorrea.
L'amenorrea secundària és l'amenorrea que apareix entre la menarquia (primera menstruació) i la menopausa (fi dels cicles menstruals). Són normals i relativament habituals precisament a prop d'aquests dos moments. Lluny d'aquests és possible que es produeixi a causa de tenir un pes corporal massa baix, o al contrari excessiu, com a protecció natural perquè la dona no podria suportar un embaràs, però el més freqüent és que sigui per motius psicològics, com l'ansietat o l'estrès, cosa que també podria estar relacionada amb el fet que la dona no es troba en aquest moment prou tranquil·la per a portar una maternitat. Les hormones femenines i l'estat d'ànim estan molt relacionats.